# Katsa
Un katsa es un oficial de inteligencia del Mossad implicado en operaciones de campo. Su misión consiste en recabar información y dirigir a los agentes. 

## Modo de operación
Típicamente existen unos 30 o 40 katsas, que principalmente operan en Europa y algunos en Oriente Medio. También han operado en menor medida en África y Asia. Algunas fuentes sugieren que incluso tienen presencia en los Estados Unidos, en una unidad denominada Al. 
La mayor parte de la información recopilada por Israel es referida a países árabes. Puesto que es muy difícil operar en estos países, el Mossad recluta a muchos de sus agentes en Europa. Mientras que algunos katsas están desplazados permanentemente en algún país extranjero, otros van cambiando de operación en operación, razón por la cual reciben el apodo de 'saltadores'. El número de katsas es muy inferior al de otros oficiales de inteligencia cumpliendo funciones similares en servicios secretos de otros países. Esto es debido a la existencia de los sayanim, voluntarios judíos no israelíes que proporcionan apoyo logístico a las operaciones en todo el mundo. La mayor parte de los katsas han sido anteriormente miembros de las Fuerzas de Defensa Israelí, a pesar de que el Mossad tiene carácter civil.

## Organización
Los katsas están organizados bajo la the Mossad Head of Operations, en una división conocida como Tsomet (intersección) o Melucha (reino). Se dividen además en tres ramas geográficas:
- Rama Isarelis: Que incluye las regiones de Oriente Medio, Norte de África, España, y aquellos katsas 'saltadores' (que van de una operación a otra).
- Rama B: Que abarca Alemania, Austria e Italia.
- Rama C: Que comprende al Reino Unido, Francia, Países Bajos y Escandinavia.

## Entrenamiento
Para seleccionar los candidatos idóneos, el Mossad utiliza distintos test psicológicos y de aptitud en función de sus necesidades de personal. Si el candidato resulta seleccionado, pasará un periodo de formación en la academia de entrenamiento del Mossad, la Midrasha, ubicada cerca de la ciudad de Herzliya. Durante aproximadamente tres años, aprenderán las habilidades necesarias para las funciones de inteligencia. Las más importantes serían el saber como encontrar, reclutar y cultivar agentes, incluyendo cómo comunicarse clandestinamente con ellos. También aprenden como evitar ser el objetivo de los servicios de contraespionaje, esquivando sus operativos de vigilancia y posibles emboscadas durante sus reuniones con otros agentes. Aunque los katsas no siempre portan armas de fuego, son también entrenados en el uso de la pistola Beretta 71 .22LR. Una vez finalizado su período de formación, pasarán un periodo de prácticas durante el cual trabajarán en varios proyectos, antes de convertirse en un auténtico katsa con todas sus atribuciones.

## Katsas conocidos y algunos probables
- Victor Ostrovsky: Autor del libro By Way of Deception, en el que describe su trabajo como katsa durante cinco años.
- Michael Harari: Lideró al grupo de oficiales del Mossad que en 1973 asesinaron por error al ciudadano marroquí Ahmed Bouchiki en la ciudad noruega de Lillehammer. Bouchiki fue confundido con Ali Hassan Salameh, uno de los terroristas de Septiembre Negro implicados en la Masacre de Múnich ocurrida un año antes. Véase Asunto de Lillehammer.
  - Otros oficiales del Mossad involucrados en el asesinato de Lillehammer:
  - Dan Arbel
  - Abraham Gehmer alias Leslie Orbaum
  - Zwi Steinberg
  - Michael Dorf
  - Marianne Gladnikoff
  - Syliva Rafael alias Patricia Lesley Roxburgh
- Yuval Aviv: en su libro Venganza afirma haber liderado la Operación Cólera de Dios en represalia por la Masacre de Múnich en 1972. La película Múnich, dirigida por Steven Spielberg está basada en este libro.